# Mauro Di Vincenzo
Mauro Di Vincenzo (Bologna, 16 maggio 1952) è un allenatore di pallacanestro italiano.

## Carriera
Ha esordito come capoallenatore in Serie A1 sulla panchina della Fortitudo Bologna a 28 anni. Ha poi diretto la Virtus Bologna, la Pallacanestro Livorno, la Libertas Livorno, la Libertas Pallacanestro Livorno e la Juvecaserta Basket nella massima serie.
Nel 1995 ha avuto la sua ultima esperienza in Serie A2, sulla panchina del Basket Rimini. Ha al suo attivo due promozioni.

## Palmarès
- Promozioni dalla Serie A2 alla Serie A1: 2

Pallacanestro Livorno: 1984-85
Fortitudo Bologna: 1987-88